# Guy Nattiv
Guy Nattiv (nacido el 24 de mayo de 1973) es un director de cine, guionista y productor israelí que vive y trabaja en los Estados Unidos. Su película Skin ganó el Oscar al mejor cortometraje en la 91.ª edición de los Premios Óscar. En mayo de 2021, Nattiv y Moshe Mizrahi son los únicos directores israelíes que han ganado un premio de la Academia. En 2019, recibió el premio IFF Achievement in Largometraje Award en el 33.º Israel Largometraje Festival.

## Primeros años
Al principio de su carrera, Nattiv trabajó en publicidad. Se desempeñó como redactor jefe y luego director creativo jefe de la agencia de publicidad "Publicis Groupe" durante 7 años. Nattiv se graduó en 2012 en la "escuela de cine Camera Obscura" en Tel-Aviv, Israel. Ha sido miembro oficial de la Academia de Artes y Ciencias Cinematográficas desde 2019.

## Carrera
Comenzó su carrera como director de cine y guionista en 2002 dirigiendo su cortometraje de posgrado en la escuela de cine Camera Obscura de Tel-Aviv, The Flood, que ganó docenas de festivales de cine internacionales en todo el mundo, incluido el premio Crystal Bear en el Festival Internacional de Cine de Berlín al mejor cortometraje. En 2003 comenzó a colaborar con el director Erez Tadmor. Juntos dirigieron el cortometraje Strangers, protagonizado por Guy Loell y Sami Samir, sobre un judío y un árabe que se encuentran en un tren y se encuentran con un grupo de skinheads neonazis. La película ganó el Premio del Público del Festival de Cine de Sundance de 2003 al Mejor Cortometraje y el Premio Wolgin en el Festival de Cine de Jerusalén de 2003. Strangers también ganó más de 30 festivales de cine internacionales y fue preseleccionado como corto para los Oscar.

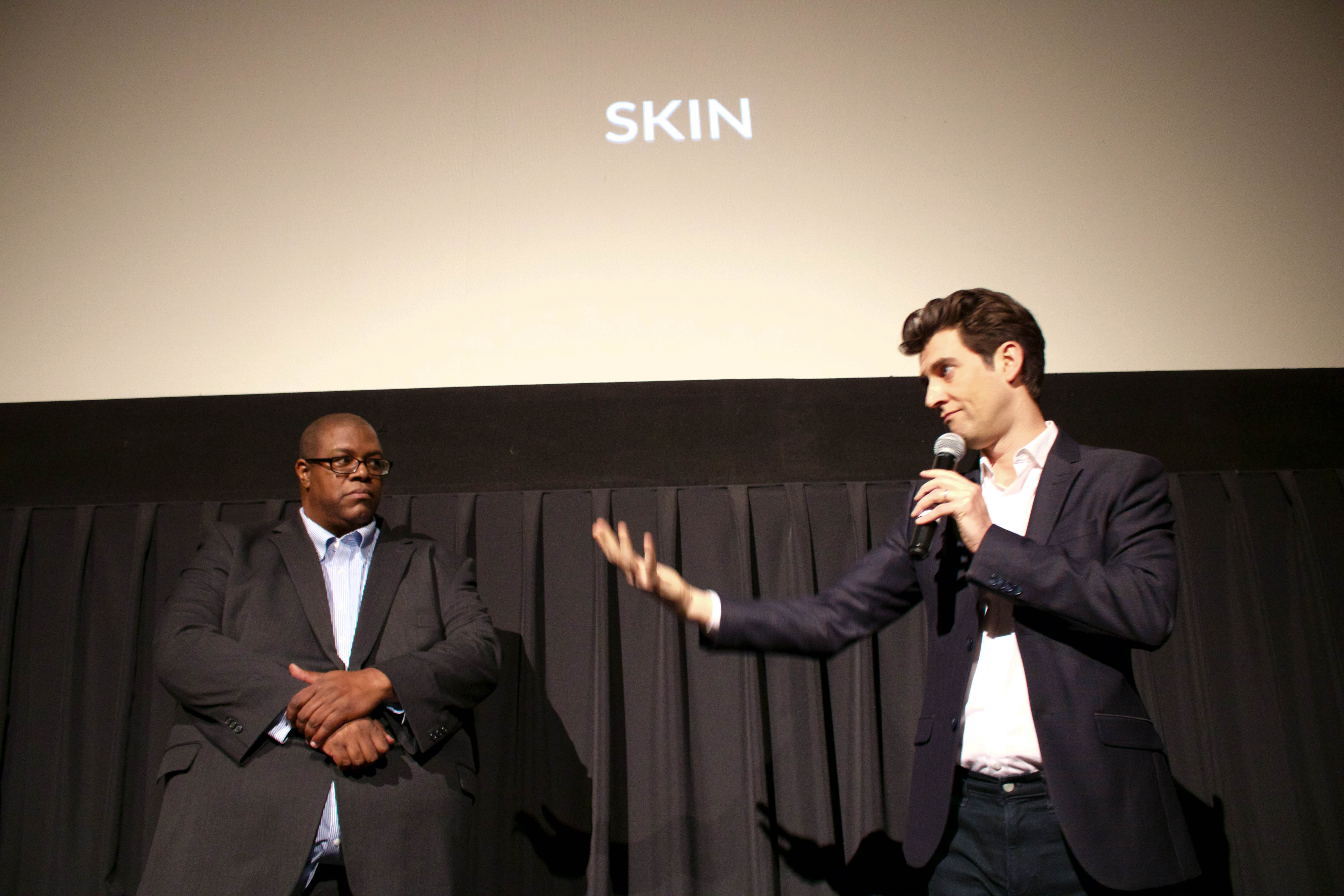
Daryle Lamont Jenkins y Guy Nattiv en el estreno de Skin durante el Festival de Cine de Montclair 2019

El segundo cortometraje de Nattiv & Tadmor, Offside, protagonizado por Liron Levo e Ido Musari, ganó el premio al cortometraje en el Festival de Cine de Manhattan de 2006. En 2008, Nattiv & Tadmor convirtieron su cortometraje Strangers en un largometraje del mismo nombre. La película está dirigida por Liron Levo y Lubna Azabal. Strangers ha participado en decenas de festivales de cine internacionales, incluida la competencia oficial en los Festivales de Sundance de 2008 y el Festival de Cine de Tribeca de 2008. Strangers se ha vendido y distribuido en más de 28 países de todo el mundo. Además, la actriz Lubna Azabel ganó el premio a la actriz más prometedora en el Festival de Cine de Jerusalén de 2008.
En 2010, Nattiv escribió y dirigió su segundo largometraje, Mabul, también conocido como The Flood, que fue nominado a 4 Premios Ophir. La película está protagonizada por Ronit Alkabetz, Yoav Rotman, Tzachi Grad y Michael Moshonov, quien también ganó el premio Ophir al mejor actor de reparto. Mabul ganó una Mención Especial en el Festival de Cine de Berlín de 2011 (categoría Generación), el Premio del Público y un Logro Artístico Especial en el Festival de Cine de Tesalónica de 2011 y fue nominada en los Asia Pacific Screen Awards de 2011 a la Mejor Película Infantil.
Su tercer largometraje Magic Men (en colaboración con Erez Tadmor) es el viaje de un padre y un hijo al norte de Grecia, siguiendo a un mago griego desaparecido. La película está protagonizada por Kerem Khuri y Zohar Strauss, el guion fue escrito en colaboración con Sharon Maimon. Erez y Guy codirigieron la película, producida por Shemi Sheinfeld y Amitan Menelson con la inversión de la Fundación Rabinowitz y Canal 10. La película recibió cuatro nominaciones a los premios Ophir, incluyendo Mejor Película, Actor de Reparto y Música Original, y ganó el premio al Mejor Actor y al Círculo de Críticos Israelíes. La película llegó a los cines en marzo de 2014. Además, Nattiv dirigió y escribió (en colaboración con Erez Tadmor) un cortometraje de 12 minutos llamado Dear God protagonizado por Lior Ashkenazi y Raymond Amsalem, un drama poético sobre el guardia del Muro de las Lamentaciones, que sigue a una misteriosa mujer que llega al Muro de las Lamentaciones todos los días y al final de cada día, la guardia lee las notas que escribe y las entierra en el Muro de las Lamentaciones. Decide cumplir sus deseos secretos. La película fue financiada por el "Makor Fund" de Cine y Televisión y fue nominada al Premio Ophir Israelí en la categoría de Mejor Cortometraje. Dear God es la última colaboración de Nattiv y Tadmor. Tadmor y Nattiv señalaron que Dear God en realidad es parte de una trilogía donde se suma a Offside y Strangers como el último de la trilogía de cortometrajes sin diálogos que dirigieron juntos. Muestra cómo "las personas se conectan en situaciones absurdas y extremas sin palabras, solo humanidad".

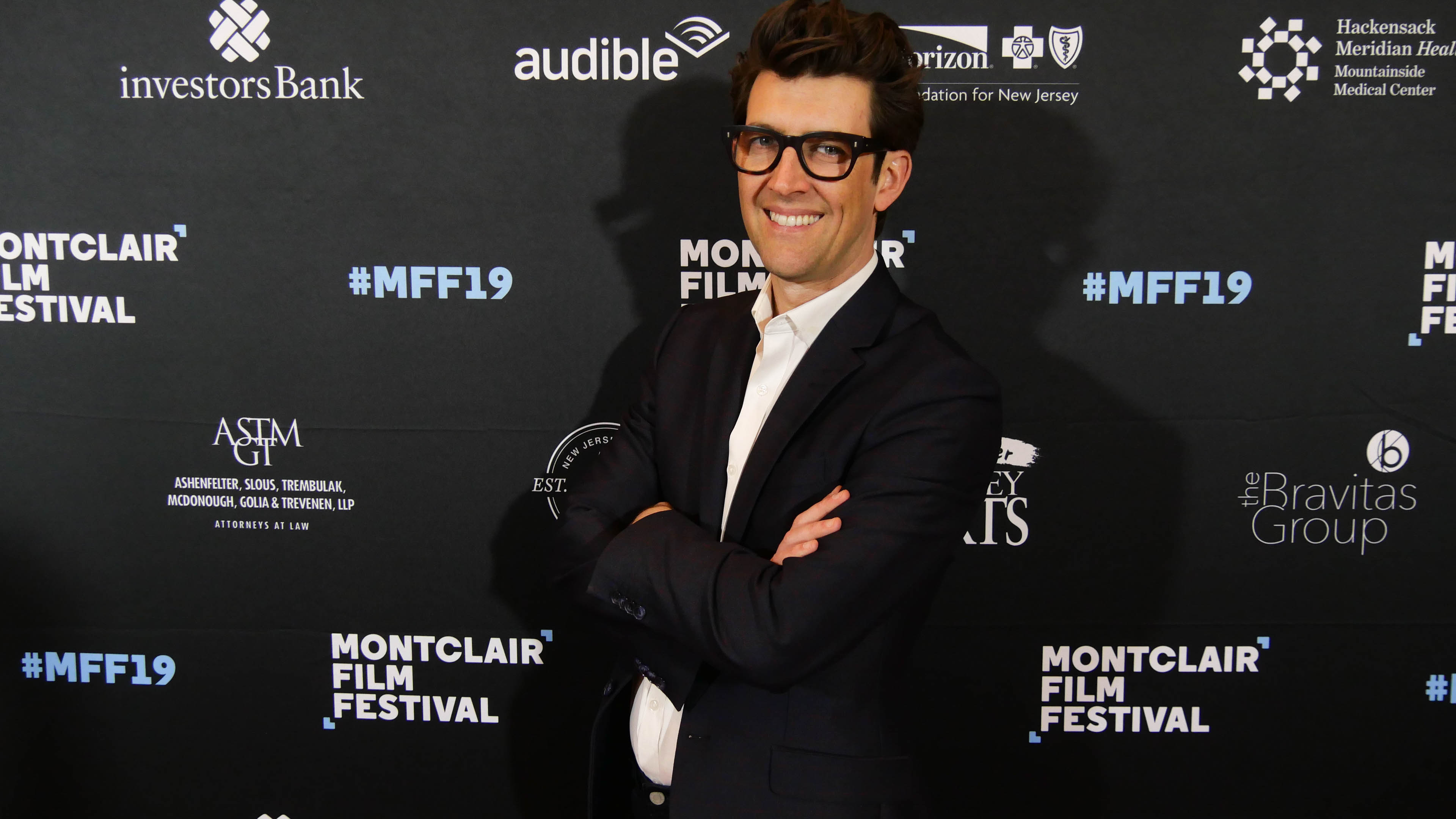
Guy Nattiv en el estreno de Skin durante el Festival de Cine de Montclair 2019

En 2018, Nattiv realizó su primer corto americano Skin. Coescribió el guion con Sharon Maimon, basado en la idea original de Maimon. Skin fue coproducida con la esposa y socia de Nattiv, Jaime Ray Newman, y está protagonizada por Daniel McDonald, así como por Lonnie Chavis, Jonathan Tucker, Ashley Thomas y Jackson Robert Scott. Skin ganó el Premio Óscar al Mejor cortometraje en la 91.ª edición de los Premios Óscar. El corto es una película de 20 minutos que se centra en un crimen de odio y su impacto en un skinhead y dos niños pequeños, uno negro y otro blanco. La película participó en más de 400 festivales de cine y ganó 31 premios, incluido el Festival Internacional de Cine de San Petersburgo, el Festival Internacional de Cortometrajes de Clermont-Ferrand, el Festival de Cine HollyShorts y más. En 2018, se estrenó el largometraje Skin de Nattiv, que realizó con su esposa Newman. Está protagonizado por Vera Farmiga, Jamie Bell, Danielle Macdonald, Bill Camp, Louisa Krause, Mike Colter y Mary Stuart Masterson. El productor israelí Oren Moverman junto con Trudie Styler, la esposa de Sting, firmaron como productores de la película. Skin, la película se estrenó el 27 de junio a través de DirecTV, antes de los cines el 26 de julio a través de A24. La película se centra en el personaje de Bryon Widner, un skinhead cubierto de tatuajes, que decide darle la espalda al odio con el que fue criado, pasando por un proceso tremendamente doloroso para eliminar hasta la última gota de tinta ofensiva de su piel. Este personaje fue interpretado por Jamie Bell. La versión largometraje se estrenó en el Festival Internacional de Cine de Toronto, donde ganó el Premio Fipresci, galardón otorgado por la Federación Internacional de la Prensa Cinematográfica. Se vendió en más de 30 países de todo el mundo y participó en el Federación Internacional de la Prensa Cinematográfica. The Hollywood Reporter calificó la actuación de Bell de "conmovedora" y "poderosa". Skin, el largometraje está basado en la vida de Bryon Widner, un skinhead neonazi que se retiró de la actividad violenta y más tarde incluso se convirtió en informante del FBI y fue uno de los portavoces destacados contra los grupos de odio. Widner era un activista neonazi vigoroso y violento, cuya piel estaba llena de odiosos tatuajes.
La próxima película de Nattiv, Harmonia, un largometraje basado en la vida de su abuela, una sobreviviente del holocausto, que acabó formando parte de un culto de mujeres en Virginia producido por Sight Unseen. La película aún no se ha estrenado en junio de 2021. Nattiv también dirigirá Golda, protagonizada por Helen Mirren. Michael Kuhn y Nicholas Martin son los productores de la película. Martin también escribió el guion. La trama de Golda se centra en las decisiones tomadas por Meir durante la guerra de Yom Kipur, cuando las fuerzas combinadas de Egipto, Siria y Jordania lanzaron un ataque sorpresa contra Israel en 1973.
En enero de 2020, se reveló que Nattiv y Jaime Ray Newman junto con Keshet Studios estaba desarrollando A Stuntwoman, una serie limitada basada en el libro del mismo nombre de Julie Ann Johnson y David Robb de Deadline. La serie trata sobre Johnson, una pionera de las mujeres especialistas en acrobacias y una de las primeras denunciantes de Hollywood. Cuenta la historia basada en incidentes de la vida real sobre Johnson, quien en los años 70 se convirtió en una de las primeras coordinadoras de especialistas en Hollywood. Johnson luchó contra el "techo de cristal" de Hollywood; se enfrentó a los 'vaqueros de la cocaína' de la comunidad de especialistas y luchó contra una de las personalidades del cine y la televisión más formidables de su tiempo, Aaron Spelling.
En 2021, Nattiv y Newman crearon Life Unexpected, un breve documental Largometrajeado durante 10 años con imágenes caseras íntimas y crudas que cuenta la historia de la implacable montaña rusa de traer vida a este mundo. El corto es una coproducción entre New Native Pictures, Katsina Communication y Channel HOT. Se estrenó en el festival de cine Lighthouse International en junio de 2021. Ouat Media tiene los derechos de distribución mundial del documental.

## Vida personal
En 2012, Nattiv se casó con la actriz y productora Jaime Ray Newman. En 2015, Nattiv se mudó a Los Ángeles, California. La pareja tiene dos hijas juntos. Comenzaron su productora en 2021 llamada New Native Pictures.

## Filmografía
| Año  | Título            | Notas        | Director | Escritor | Productor |                             |
| ---- | ----------------- | ------------ | -------- | -------- | --------- | --------------------------- |
| 2002 | Mabul (The Flood) | Cortometraje | Sí       | Sí       | Sí        | [ 34 ] [ 50 ]               |
| 2003 | Strangers         | Cortometraje | Sí       | Sí       | Sí        | [ 51 ] [ 52 ] [ 53 ] [ 54 ] |
| 2006 | Offside           | Cortometraje | Sí       | Sí       | Sí        | [ 55 ] [ 56 ] [ 57 ]        |
| 2007 | Strangers         | Largometraje | Sí       | Sí       | No        | [ 58 ]                      |
| 2010 | Mabul (The Flood) | Largometraje | Sí       | Sí       | No        | [ 59 ] [ 19 ] [ 60 ]        |
| 2014 | Magic Men         | Largometraje | Sí       | Sí       | No        | [ 61 ] [ 24 ]               |
| 2018 | Skin              | Largometraje | Sí       | Sí       | Sí        | [ 62 ] [ 63 ]               |
| 2018 | Skin              | Cortometraje | Sí       | Sí       | Sí        | [ 64 ] [ 65 ]               |
| 2023 | Golda             | Largometraje | Sí       | No       | No        | [ 67 ]                      |
| 2023 | Tatami            | Largometraje | Sí       | Sí       | Sí        | [ 68 ]                      |

## Premios y nominaciones
Premios Óscar
| Año  | Categoría          | Película | Resultado |
| ---- | ------------------ | -------- | --------- |
| 2019 | Mejor cortometraje | Skin     | Ganador   |